# Puiseux-en-France
Puiseux-en-France är en kommun i departementet Val-d'Oise i regionen Île-de-France i norra Frankrike. Kommunen ligger i kantonen Luzarches som tillhör arrondissementet Sarcelles. År 2022 hade Puiseux-en-France 3 755 invånare.

## Befolkningsutveckling
Antalet invånare i kommunen Puiseux-en-France
| Referens: INSEE |